# Diocesi di Cremna
La diocesi di Cremna (in latino: Dioecesis Cremnensis) è una sede soppressa del patriarcato di Costantinopoli e una sede titolare della Chiesa cattolica.

## Storia
Cremna, identificabile con le rovine sulla montagna nei pressi di Girme nell'odierna Turchia, è un'antica sede episcopale della provincia romana della Panfilia Seconda nella diocesi civile di Asia. Faceva parte del patriarcato di Costantinopoli ed era suffraganea dell'arcidiocesi di Perge.
Benché menzionata nelle Notitiae Episcopatuum del patriarcato di Costantinopoli fino al XII secolo, di questa diocesi è noto un solo vescovo, Teodoro, che partecipò al concilio di Nicea del 787.
Dal 1933 Cremna è annoverata tra le sedi vescovili titolari della Chiesa cattolica; la sede è vacante dal 9 luglio 1967.

## Cronotassi

### Vescovi greci
- Teodoro † (menzionato nel 787)

### Vescovi titolari
- Gustave Joseph Bouve,[3] C.S.Sp. † (31 maggio 1950 - 10 novembre 1959 nominato vescovo di Kongolo)
- Belchior Joaquim da Silva Neto,[4] C.M. † (13 febbraio 1960 - 9 luglio 1967 succeduto vescovo di Luz)